# Эрос + убийство
«Эрос + убийство» (яп. エロス+虐殺, Эросу пурасу гякусацу; англ. Eros Plus Massacre) — японский арт-хаусный фильм режиссёра Ёсисигэ Ёсиды, известного также как Кидзю Ёсида. Фильм был снят в 1969 году.

## Сюжет
Фильм рассказывает о Сакаэ Осуги, анархисте и японском активисте, убитом военной полицией во время беспорядков, которые последовали вслед за великим землетрясением Канто 1923 года. О его запутанных отношениях с тремя женщинами: его женой Ясуко Хори, феминистской активисткой Исико Камитикой, выведенной в фильме под именем Ицуко Масаока и его последней любовницей Ноэ Ито, анархисткой и активисткой, убитой вместе с ним. Осуги, ратовавший за свободную любовь и отрицание моногамии не удалось реализовать свой идеал взаимоотношений со своими возлюбленными, ибо женщины, которых он любил, страстно боролись за его чувство.
Одновременно на экране чередуются сцены из конца 1960-х годов, где показываются истории трёх молодых людей — режиссёров рекламных фильмов Унэмы и Вады и студентки Эйко, собирающей материал для своей курсовой работы о Сакаэ Осуги. Все трое готовят на телевидении фильм о его жизни и деятельности. Но и здесь зрителя ожидает печальный итог: реализовавшие проповедь свободной любви молодые герои пришли к жизненному фиаско. Вада кончает жизнь самоубийством среди коробок с плёнкой незавершённого фильма об Осуги.

## В ролях
- Марико Окада — Ноэ Ито
- Тосиюки Хосокава — Сакаэ Осуги
- Юко Кусуноки — Ицуко Масаока
- Кадзуко Инэно — Акико Хирага
- Эцуси Такахаси — Дзюн Цудзи
- Дайдзиро Харада — Вада
- Тосико Иноуэ

## Премьеры
- — Мировая премьера фильма состоялась 15 октября 1969 года в Париже[1]
- — Национальная премьера фильма в Японии состоялась 14 марта 1970 года[1].

«В этом фильме два хронологических слоя — наш и тот, что был пятьдесят лет тому назад, время Осуги. В этом смысле наша работа трактует проблему времени. Но для меня более важным является настоящее. Размышлять о сегодняшнем дне — это то же самое, что думать о будущем: изменяя настоящее, надо предвидеть, что это даст в будущем... Задумываясь над современностью, опираясь на прошлое, я понял, что проблемы, которые пытался решать Осуги, продолжают быть нашими проблемами»